# Plagiotrochus amenti
Plagiotrochus amenti är en stekelart som beskrevs av Jean-Jacques Kieffer 1901. Plagiotrochus amenti ingår i släktet Plagiotrochus, och familjen gallsteklar. Arten är reproducerande i Sverige.